# Антарктический синеглазый баклан
Антаркти́ческий синегла́зый бакла́н, или антаркти́ческий голубогла́зый бакла́н, или бра́нсфидский бакла́н (лат. Leucocarbo bransfieldensis) — морская птица семейства баклановых, распространённая в Западной Антарктике. Впервые вид был описан в 1936 году американским орнитологом Робертом Кашменом Мёрфи (англ. Robert Cushman Murphy, 1887—1973). Научное (латинское) название «bransfieldensis» дано виду по его местоописанию — проливу Брансфилд у Антарктического полуострова.
Таксономический статус этой формы окончательно не выяснен и среди различных авторов нет единого мнения к какому роду или виду её относить. Нередко этого баклана рассматривают в составе комплекса видов Phalacrocorax atriceps s. l. King, 1828 или подвида Phalacrocorax atriceps bransfieldensis Murphy, 1936. В последнее время его также иногда рассматривают в составе рода Leucocarbo, как подвид Leucocarbo atriceps bransfieldensis или вид Leucocarbo bransfieldensis.
Крупная птица, гнездящаяся в колониях на побережье Антарктического полуострова и на Южных Шетландских островах. Оседлый вид, который при сплошном ледовом покрове кочует на далёкие расстояния в поисках открытых ото льда участков воды в поисках мест кормёжки. Питается главным образом рыбой, а также ракообразными и головоногими.

## Характеристика вида

### Описание
Крупный антарктический баклан. Длина тела достигает 75—77 см, размах крыльев около 125 см, вес 2,5—3,0 кг. Тело вальковатое, с удлинённой шеей, относительно короткими крыльями (длина крыла 295—303 мм), ногами, отставленными далеко назад (длина цевки 65 мм) и клиновидным хвостом (длина хвоста 140—143 мм). Клюв удлинённый (длина клюва 53—54 мм) и узкий, с хорошо развитым крючком на вершине надклювья. Кожа на горле очень эластичная, способная сильно растягиваться, что позволяет птице заглатывать довольно крупную добычу. На лапе все четыре пальца соединены плавательными перепонками. Оперение густое и плотное. Перьевая окраска контрастная: у взрослых птиц верх чёрный, включая щёки и крылья (сверху и снизу); низ туловища, шеи и головы белый. У молодых особей окраска коричневато-бурая с белым. В брачном наряде на темени имеется хохолок из длинных (длина около 6 см) узких перьев, заворачивающихся вперёд. Веки и кольцо неоперённой кожи вокруг глаз ярко-синие. Радужина бурая. У основания надклювья по бокам лба имеются два шишкообразных кожистых нароста ярко-оранжевого цвета. Остальные участки неоперённой кожи на голове в районе глаза, уздечки, у основания надклювья и на подбородке окрашены в чёрно-серый цвет. Клюв и когти рогового цвета, лапы розовые, пальцы снизу окрашены в розовато-сероватый цвет. Вне периода размножения у взрослых птиц хохолок отсутствует, кожные выросты на лбу становятся значительно меньше и имеют более тусклую окраску, общий цвет чёрного оперения вследствие выцветания и обноса становится менее ярким и приобретает буроватый оттенок.
Птенец вылупляется слепым и голым. Лишь через несколько дней он покрывается пухом тёмно-коричневой окраски. Птенцы оперяются полностью в возрасте 40—45 суток. Гнездовой наряд очень похож на окраску взрослой птицы, за исключением отсутствующих кожных выростов на лбу и буроватого цвета оперения, у которого отсутствует блеск. У молодых птиц также «лицо» оперено больше, чем у половозрелых особей.

### Полёт и передвижения
Полёт быстрый, мало маневренный, с частыми взмахами крыльев. С поверхности воды может взлетать только с разбега. Отлично плавает и великолепно ныряет. По твёрдой поверхности передвигается довольно неуклюже.

## Распространение
Гнездовой ареал вида располагается на Южных Шетландских островах, побережье Антарктического полуострова и островах, находящихся в непосредственной близости от материка на юг, примерно до 65° ю. ш. Считается, что в течение круглого года держится в районах гнездования или в непосредственной близости от них. Предпринимает кочёвки в поисках открытой воды для кормления. Некоторые птицы могут предпринимать довольно дальние миграции. Один из таких бакланов, окольцованный в ювенильном возрасте на Южных Шетландских островах в 1989 г., был пойман в 1997 г. в Бразилии, в районе Сан-Салвадор-да-Баия, на расстоянии 5700 км от места кольцевания.

## Численность
Общая гнездовая численность мировой популяции вида по оценкам на 1992 год, вероятно, составляла около 11 тысяч размножающихся пар. Из них на побережье Антарктического полуострова и ближайших островах в 56 колониях насчитывалось около 10 тыс. пар. На Южных Шетландских островах численность популяции в 21 колонии составляла около 700 пар и на острове Мордвинова (Элефант) в 14 колониях — 205 пар.

## Образ жизни

### Питание
Питается в основном рыбой, главным образом семейств нототениевых и белокровковых. Поедает также ракообразных, полихет и головоногих моллюсков. У птиц, гнездящихся на побережье Антарктического полуострова, в районе Берега Данко поблизости от аргентинской антарктической станции «Примавера», в питании преобладали нототениевидные рыбы — антарктическая нототения (Notothenia coriiceps), зелёная нототения (Gobionotothen gibberifions), нототения-звездочёт (Lindbergichthys nudifrons), трематом-гонец (Trematomus newnesi), антарктическая рогатка (Harpagifer antarcticus) и щуковидный узконос Шарко (Parachaenichthys charcoti). Для лучшего пищеварения птицы заглатывают мелкие камешки — гастролиты. Кормится только в море, главным образом в прибрежной зоне, ловя добычу при нырянии в толще воды и на дне. Питается как в стаях, так и поодиночке. При спокойной прозрачной воде часто находится на поверхности, периодически погружая в воду голову и высматривая там добычу. При обнаружении кормовых объектов баклан ныряет за ними, хватает клювом и выныривает, заглатывая добычу уже на поверхности воды.

### Размножение
Колониальный вид, гнездящийся ежегодно. Половой зрелости достигает в возрасте 4 лет. Места расположения колоний постоянны и используются птицами на протяжении многих лет. Обычно размер колонии небольшой, но с большой плотностью расположения гнёзд, расположенных на таком расстоянии друг от друга, при котором птица может дотянуться клювом до соседнего гнезда. Колонии бакланов часто располагаются рядом с колониями антарктического и папуанского пингвинов, а иногда пингвинов Адели.
Гнездование обычно начинается в конце сентября — начале ноября. Гнездо строится открыто на грунте и представляет собой аккуратную постройку в виде усечённого конуса, сложенного из мха, обрывков травы, лишайников, таллома водорослей и крупных перьев пингвинов, бакланов и поморников, склеенных собственными экскрементами. Откладка яиц происходит в октябре—ноябре, с интервалом в среднем около 2,9 суток между откладками каждого яйца. В полной кладке 1—4, чаще 2 яйца. Насиживание, в котором принимают участие оба партнёра, начинается с откладки первого яйца. Птенцы вылупляются асинхронно. Кормление птенцов происходит отрыгнутой родителями пищей. Маленькие птенцы склёвывают корм из открытого рта кормящей птицы, тогда как подросшие птенцы полностью засовывают свою голову в глотку родителя.

## Враги и неблагоприятные факторы
В местах гнездования одиночные птицы подвергается атакам южнополярного поморника (Catharacta maccormicki) во время возвращения с кормёжки в колонии. В подобных случаях клептопаразитизма поморники стараются атаковать снизу, отсекая птице путь к воде, где она могла бы уйти, нырнув в глубину. Преследуемый испуганный баклан вынужден отрыгнуть пищу, предназначенную птенцам, в воздух, где её тут же подхватывает поморник. Из погодных факторов наиболее неблагоприятное влияние в период размножения оказывают затяжные обильные снегопады и резкие понижения температуры, при которых может происходить гибель птенцов, особенно наиболее младших в выводке. Иногда птенцы гибнут, выпадая из гнезда, расположенного на краю крутого скального утёса.

## Подвидовая систематика
Монотипический вид, не образующий подвидов.